# Brochothrix
Brochothrix è un genere di batteri della famiglia delle Listeriaceae che comprende due specie: Brochothrix campestris e Brochothrix thermosphacta.